# Silbaš
Silbaš (v srbské cyrilici Силбаш, maďarsky Szilbács) je obec v Srbsku, v autonomní oblasti Vojvodina. 

## Obyvatelstvo
V roce 2011 zde dle srbského sčítání lidu žilo 2467 obyvatel.